# 张琮 (隋朝)
张琮（6世纪—618年），一作张幼琮，京兆郡（治今陕西省西安市）人，隋朝将领，張祥之子。
张琮在隋朝末年担任千牛左右，大业十四年（618年）三月，宇文化及发动江都宫变，杀死了隋炀帝杨广。张琮同时遇难，之前，张琮的哥哥張季珣、張仲琰，分别被李密、李渊杀死，兄弟三人都死于隋朝国难。